# آرتم نیچ
آرتم نیچ (روسی: Артём Юрьевич Ныч؛ زادهٔ ۲۱ مارس ۱۹۹۵ ‏(۲۹ سال)) دوچرخه‌سوار اهل روسیه است.
از باشگاه‌هایی که در آن بازی کرده‌است می‌توان به گازپروم-روس‌ولو اشاره کرد.